# Folgefonna
Folgefonna és un terme utilitzat per a designar les tres glaceres situades a la regió de l'altiplà de Hardanger, al comtat de Hordaland, Noruega.
Les tres estan situades a la península de Folgefonna als municipis d'Odda, Jondal, Kvinnherad i Etne. La glacera més gran és la més meridional, amb una superfície de 167 km², seguida de la septentrional (26 km²) i la central (4,2 km²). En total, Folgefonna cobreix uns 207 km² (2006). El 14 de maig de 2005 es va establir el Parc Nacional de Folgefonna, l'objectiu del qual és la protecció de les glaceres i les zones circumdants.
La glacera és la llar d'una estació d'esquí d'estiu, situada a la regió nord. Les branques més grans de Folgefonna són Blomstølskardbreen, Bondhusbreen, i Buarbreen. Des del voltant del 1960, Blomstølskardbreen a l'extrem sud de Folgefonna ha canviat molt poc. Bondhusbreen i Buerbreen, situades més al nord, han estat creixent des de la dècada de 1990, tot i que des de l'any 2000 aquest creixement s'ha aturat bastant. La glacera és una famosa atracció turística. La majoria de les persones que visiten la ciutat d'Odda visiten Buarbreen, una de les branques de la Folgefonna.

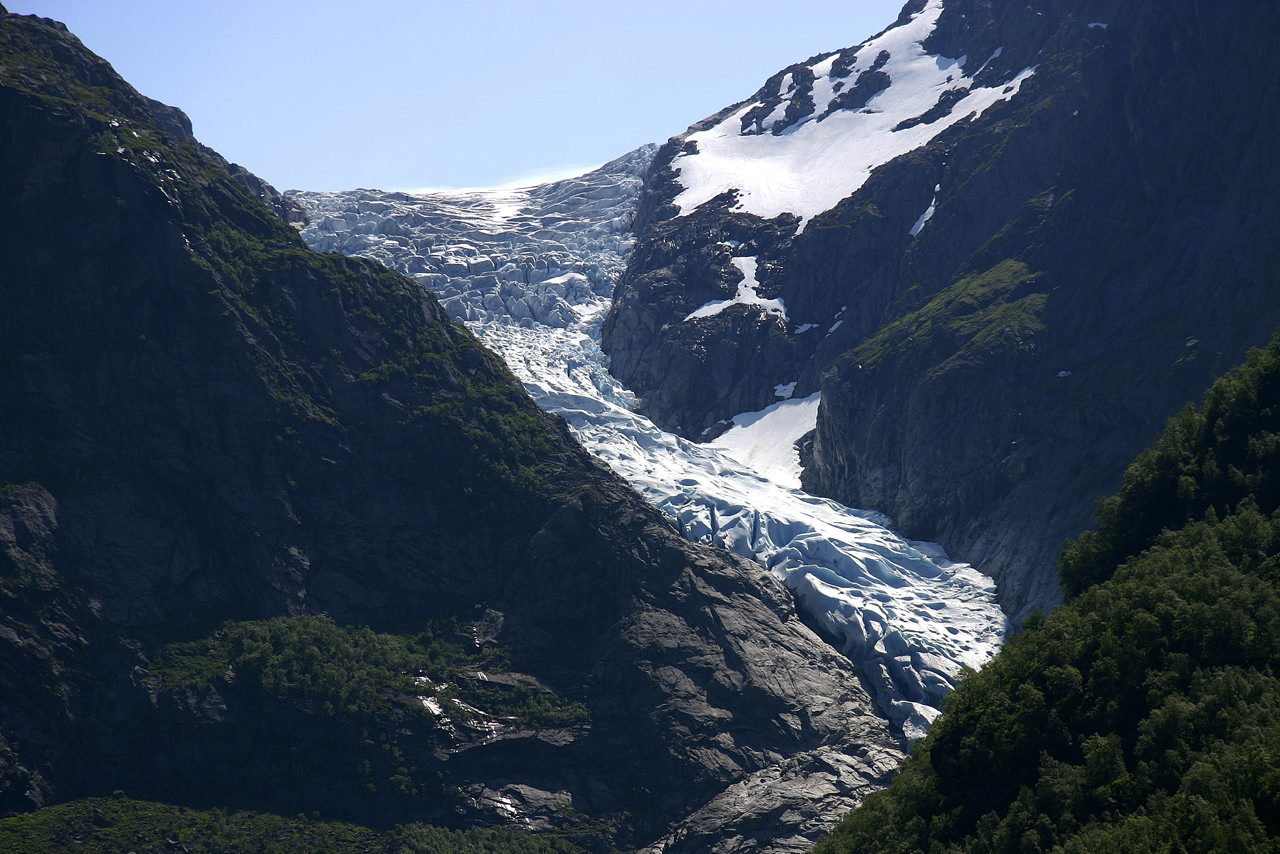
Bondhusbreen - una branca de Folgefonna
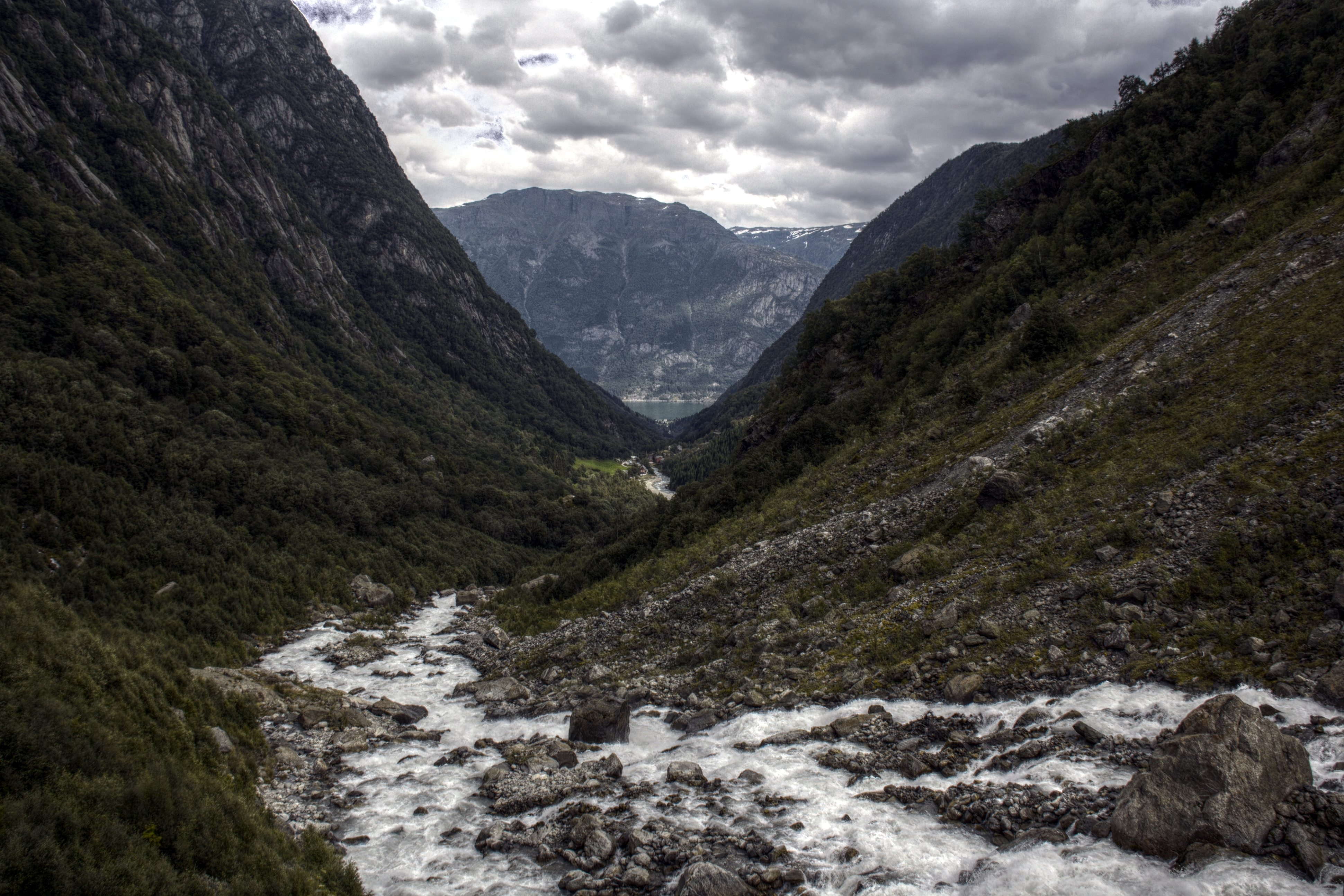
Mirant cap avall des de la glacera
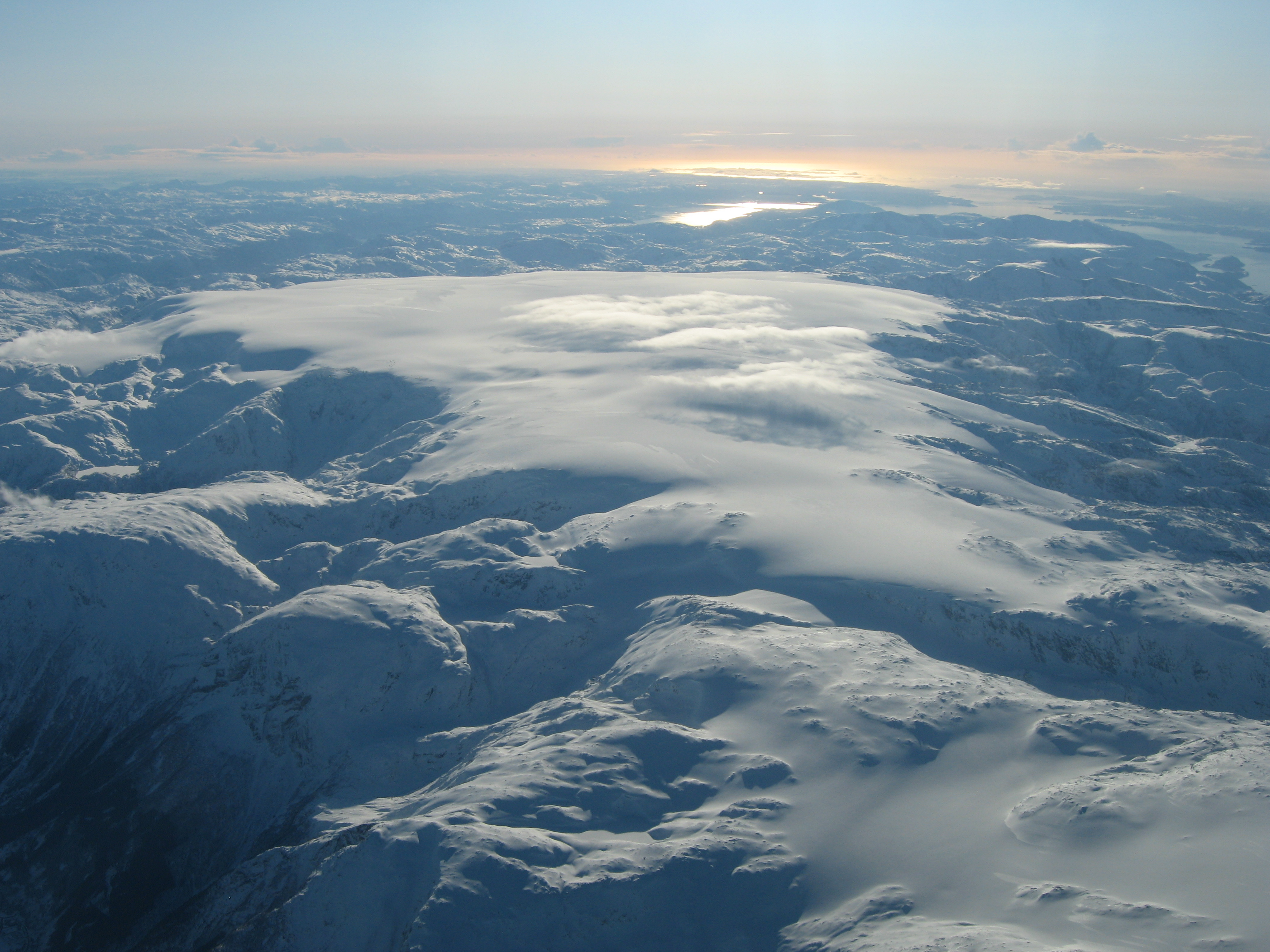
Vista aèria de les glaceres